# NGC 333
NGC 333 је елиптична галаксија у сазвежђу Кит која се налази на NGC листи објеката дубоког неба.
Деклинација објекта је - 16° 28' 8" а ректасцензија 0h 58m 51,3s. Привидна величина (магнитуда) објекта NGC 333 износи 13,9 а фотографска магнитуда 14,9. NGC 333 је још познат и под ознакама NGC 333A, MCG -3-3-13, PGC 3519.